# Uwe Gasch
Uwe Gasch, née le 12 juin 1961 à Leipzig (RDA), est un rameur d'aviron est-allemand. Il est un temps marié à la rameuse Marita Sandig.
Vice-champion du monde junior de deux sans barreur en 1979, Uwe Gasch remporte la médaille d'argent mondiale en huit en 1983 et deux médailles de bronze, l'une en 1981 en quatre sans barreur et l'autre en 1985 en deux barré. 